# ホラティウス三兄弟

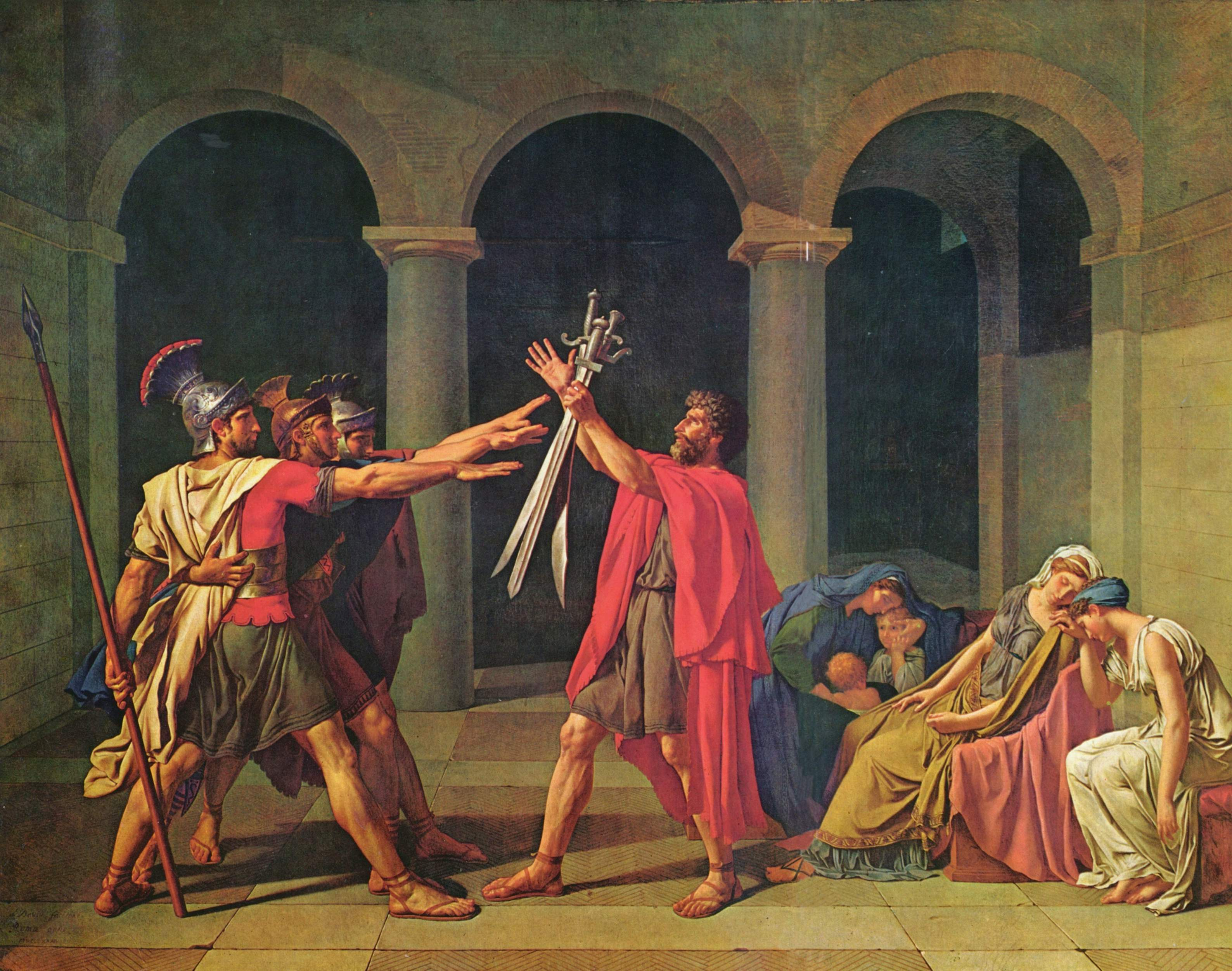
ジャック＝ルイ・ダヴィッド画、『ホラティウス兄弟の誓い』（1784年）

ホラティウス三兄弟（ラテン語: Horatii）は、王政ローマ期のホラティウス一族の出自の勇者で、半ば神話的な存在である。ローマと当時対立関係にあったアルバ・ロンガのクリアトゥス兄弟と死闘を演じ、ホラティウスの名は祖国ローマへの愛、忠誠の象徴として長いローマ史を通じて語り継がれた。

## アルバ・ロンガとの戦い
平和路線を採ったローマの二代目ヌマ・ポンピリウス王の死後、トゥッルス・ホスティリウスが王位に就くと、俄にローマとアルバ・ロンガとの対立が深まった。しかしながらエトルリアの脅威を考慮し、双方が兵を失わずに済む勇士同士の決闘で決着をつける事となった。丁度両陣営に年格好も同じくらいの三兄弟がおり、ローマではホラティウス一族の兄弟が、アルバ・ロンガからはクリアトゥス家の兄弟が選ばれ決闘をする事となった。
決闘では当初、クリアトゥス兄弟の全員が負傷したものの、ホラティウス兄弟は二人斃れてしまい、一人無傷であったホラティウスの最後の一人（以下単に「ホラティウス」とする）は、相手を分断するために逃げ出した。クリアトゥス兄弟はそれを追ったが、それぞれ負傷の度合いが違うために3人が離れていってしまい、結局ホラティウスによって各個撃破され、ローマ側の逆転勝利となった。

## 姉妹の殺害
ホラティウス家には、敵であったクリアトゥス兄弟の一人と婚約していたホラティアがいた。ローマへと凱旋してきたホラティウスではあったが、彼女が兄弟の死や祖国の勝利よりも婚約者の死に嘆き悲しむのを見て、怒りのあまり剣で刺し貫いてしまう。
ホラティウスの罪状は明らかではあったが、ホスティリウス王はこの祖国の英雄を自らの手で処罰する事を避け、反逆罪を裁く二人官を任命し、判決に不満がある場合は民衆に提訴 (プロウォカティオ)するよう定めた。ホラティウスはプロウォカティオを選択、裁判では彼の父親が、息子の行った祖国への偉大な貢献を涙ながらに訴え、もし息子があの時娘を殺していなければ、父権に基づき自分が彼を処罰していただろうと語った。
ローマ市民は結局彼の偉大な功績を認め無罪としたが、明らかに殺人を犯しているため、その清めの儀式を必要とした。そのため父は儀式を行い、更に道路に梁を渡し、息子にまるでくびきをくぐるようにその下を通らせるようにしたという。